# Грълска падина
Грълска падина е село в Западна България. То се намира в Община Драгоман, Софийска област.

## География
Село Грълска падина се намира във Влашката планина, буквално на сръбската граница. През селото минава малка рекичка.

## История
По време на османската власт един род от село Гърло се заселва в малка падина, разположена между три върха, оттук идва и името на селото Гърловска падина и по-късно Грълска падина.
Най-старата фамилия в Грълска падина е Ваклини, от която по-късно се отделят Кръстини, Станкови и Младенови. По-късно се заселват търговецът и кръчмар Гълъб Иванов от Неделище, мутафчията Матея Милушев, както и Нако Иванов от Проданча.

През 1892 г. Грълска падина е призната за село.

## Население
| 1900       | 78  |
| 1910       | 119 |
| 1929       | 143 |
| 1934       | 158 |
| 1946       | 167 |
| 1956       | 147 |
| 1965       | 109 |
| 1975       | 59  |
| 1985       | 53  |
| 1992       | 37  |
| 2001       | 26  |
| 2011       | 13  |
| 2021       | 12  |
| Източници: |     |

В България за организирано събиране на данни за населението може да се говори след Освобождението от 1878 г. Първото преброяване на населението в Княжество България е проведено през 1880, но тъй като Грълска падина е признато за село през 1892 г., то първото преброяване, в което присъства статистика за жителите на селото са от 1900 г. Тогава в селото живеят 78 жители.

## Културни и природни забележителности

### Редовни събития
Преди години е имало традиционен годишен събор, но той вече не се организира.

### Фолклор
ПЛЕТЕ СЕ ДЕВОЙКА

Плете ми се гиздава девокя!

Плеле са я девет плетарие,

свите девет игле потрошиле.

Ка излела Яна, най-младата,

уплела е гиздава девокя,

ка ю сплела, иглу не строшила.

(Обредни песни, т. V; сватбена – при плетене на невестата (ЗП, с. 141)

ЗАСПАЛ ИВАН У РОСНИ ЛИВАДИ

Заспал Иван у росно ливагье,

девойкя го леко разкаруе:

- Диг' се, диг' се, Иване юначе,

другаре ти стадо изпущише,

а ти спаваш у росно ливагье.

Ка се диже Иван добър юнак,

нему не са пцета нарньети,

нему не е стадо изпущено.

Додек Иван ведра да измие,

да измие, пцета да нарани,

па тога е стадо изпущило.

(Грълска падина, Годечко (Стоин-ЗП, № 10).

## Личности
Тошо Гигов – загинал на 16 януари 1913 г. в с. Силиврия по като участник в Балканската война (1912 – 1913 г.)

## Други
„...Така в донесението за действията на 10 юни 1944 се посочва, че на тази дата около 200 самолета на противника нанасят удар по Букурещ и Гюргево. Полетът им е проследен по маршрута Шкодра – Ниш – Видин – Букурещ. При завръщането около 100 противникови самолета прелитат над западната половина от територията на страната, но без бомбопускане. За тяхното прехващане по маршрута към обектите в Румъния и обратно от 3/6 изтребителен орляк са извършени две излитания (по 17 Ме-109), но противник не е открит. [...] За постигане на изненада на 10 юни командуването на 15-а въздушна армия провежда удар по Плоещ само с изтребители от бръснещ полет. Привлечени са общо 67 Р-38 („Лайтнинг“), от които 36 съставляват ударна група, като всеки самолет носи по една 500-кг фугасна бомба, а останалите 31 самолета са група за прикритие.

Полетът към обекта се извършва на пределно малка височина над планините на Югославия до излизането на групата над река Дунав, а след това - на бръснещ полет по нейното течение. На траверса на Букурещ групата завива на север, прелита край румънската столица, след което излиза внезапно над Плоещ, където нанася удара с известно набиране на височина. Резултатите са скромни – само 3 от целите получават повреди, но с цената на 23 свалени Р-38 (34% от участващите сили). От 71-ва ескадрила на базата си се завръща само един самолет....“ (Миланов, Й. Авиацията и въздухоплаването на България през войните, т. 2, стр. 194)

„...На 10 юни 1944 г. противников самолет обстрелва железопътната линията източно от Нишка баня, между гарите Кичево и Просек. В района на с. Гърльовска падина, Неделишка община, се разбива самолет на противника...“ (Р. Руменин, „Летящи крепости над България“, стр. 123) По нанатък, в таблица от приложенията, мястото е означено като Грълска падина.

От казаното дотук става ясно, че въпросният „лайтнинг“ не е свален от български изтребители, а по-късно е намерена и венчалната халка на пилота управлявал самолета.